# Бойлих
Бойлих (нем. Beulich) — община в Германии, в земле Рейнланд-Пфальц. 
Входит в состав района Рейн-Хунсрюк. Подчиняется управлению Эммельсхаузен.  Население составляет 463 человека (на 31 декабря 2010 года). Занимает площадь 13,28 км².